# Carlos Soto Menegazzo
Carlos Enrique Soto Menegazzo (Guatemala, 26 de agosto de 1951) es un cardiólogo y político guatemalteco. Se desempeñó como Ministro de Salud Pública y Asistencia Social de Guatemala de 2017 a 2020.

## Carrera
En el año 1975 se graduó de médico y cirujano en el grado de licenciado en la Universidad de San Carlos de Guatemala. Realizó también estudios de posgrado en medicina interna. Estudió un posgrado en Cardiología en el Instituto Nacional de Cardiología de México, Universidad Autónoma de México, de 1977 a 1979.
Fue médico cardiólogo en la Liga Guatemalteca del corazón, la cual es una institución médica que ofrece atención especializada en cardiología, de 1996 al año 2012. Además, fue médico jefe de Servicio de Medicina Interna en el Hospital Roosevelt.
En febrero de 2014 fue nombrado como director del Hospital Roosevelt por el entonces ministro Jorge Villavicencio, cargo al que renunció a partir del día en que fue nombrado ministro el 29 de agosto de 2017.
Ha sido docente universitario en cardiología para médicos residentes en la Facultad de Ciencias Médicas de la Universidad de San Carlos de Guatemala.

### Ministro de salud (2017-2020)
El 29 de agosto de 2017 fue nombrado para  reemplazar a Lucrecia Hernández Mack luego de su renuncia el 27 de agosto anterior, en protesta por la orden del presidente Jimmy Morales de expulsar al Comisionado Internacional Contra la Impunidad en Guatemala, Iván Velásquez.
Durante su mandato se creó el viceministerio de «Ciencias de la Salud» que tenía como objetivo realizar alianzas con las universidades para la formación de técnicos y profesionales de Atención Primaria de Salud y desarrollar una carrera acerca de este tema para asegurar recurso humano. Además se inició una vacunación con las vacunas VPH y TDaP en niñas menores de 10 años. En esa época surgió de nuevo el sarampión y se tuvo que realizar campañas de vacunación para adultos. Durante su mandato se buscó establecer un etiquetado frontal y tasas impositivas a productos con alto contenido de grasa, sal y azúcares, razón por la que se hizo la presentación de una iniciativa del ley al Congreso de la República de Guatemala.
En 2018 un grupo de médicos de los hospitales nacionales realizaron un paro de labores, solicitando un aumentos salarial. Incluso, los médicos del Hospital Roosevelt cerraron la consulta externa como modo de presión

### Controversias
En febrero de 2019 fue amonestado públicamente por el Colegio de Médicos de Guatemala por incumplir algunos artículos de ética profesional  de acuerdo al reglamento del colegio profesional; todo derivado de un proceso administrativo en el que supuestamente solicitó a la directora de un hospital contratar a un médico. Eso provocó que el Ministerio Público solicitara retirarle la inmunidad, pero fue rechazado el recurso por la Corte Suprema de Justicia. Pero después de dejar el cargo se emitió una orden de captura en su contra y fue ligado a proceso penal por ese caso en febrero de 2020.

## Vida privada
Es hijo de Carlos Armando Soto Gómez y Odilia Perina Menegazzo Vanfrette, su padre también fue Ministro de Salud de 1986 a 1990 y diputado a la Asamblea Nacional Constituyente de Guatemala de 1984, que redactó la actual Constitución de Guatemala.